# Brephidium pipinus
Brephidium pipinus är en fjärilsart som beskrevs av Mz. Brephidium pipinus ingår i släktet Brephidium och familjen juvelvingar. Inga underarter finns listade i Catalogue of Life.